# غوردون بيترسون
غوردون بيترسون (بالإنجليزية: Gordon Peterson)‏ هو ضابط وصحفي أمريكي، ولد في 1938.